# Ginebra (bebida)

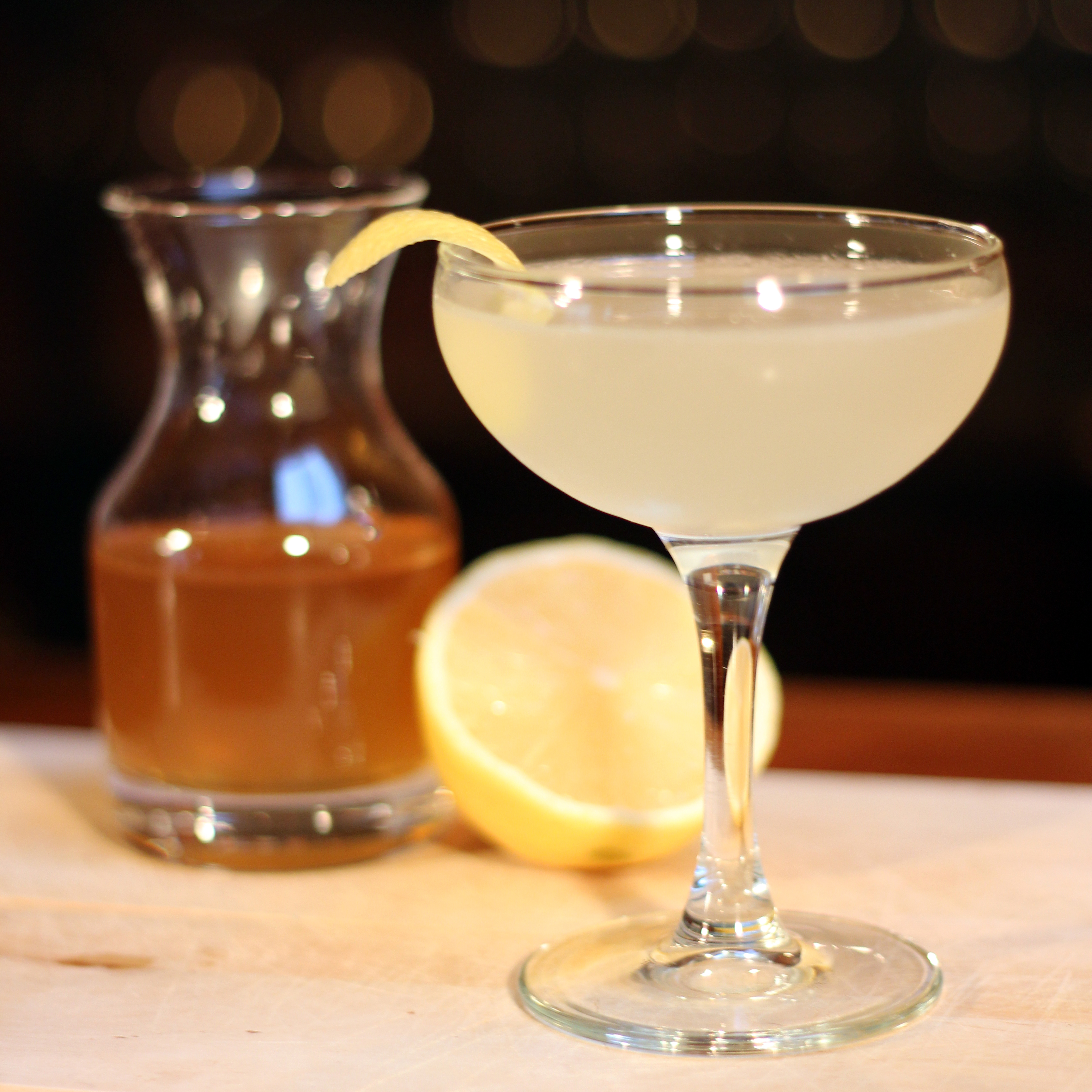
El Bee's Knees es un trago elaborado con ginebra, miel y jugo de limón.

La ginebra es una bebida alcohólica.
Desde sus orígenes más tempranos en la Edad Media, la bebida ha evolucionado de una medicina herbal a un objeto de comercio en la industria de los licores espirituosos. La ginebra se desarrolló a partir del destilado neerlandés jenever y se hizo popular en Gran Bretaña (particularmente en Londres) cuando Guillermo de Orange se convirtió en el rey Guillermo III de Inglaterra.[cita requerida]
La ginebra contemporánea se produce de diferentes maneras, a partir de una amplia gama de ingredientes herbales, dando lugar a una serie de estilos y marcas distintas. Después del enebro, la ginebra tiende a ser aromatizada con botánicos / herbales, de especias, flores o frutas o, a menudo, una combinación de estos. Se consume con más frecuencia en mezcla con agua tónica.[cita requerida]

## Sobre la denominación

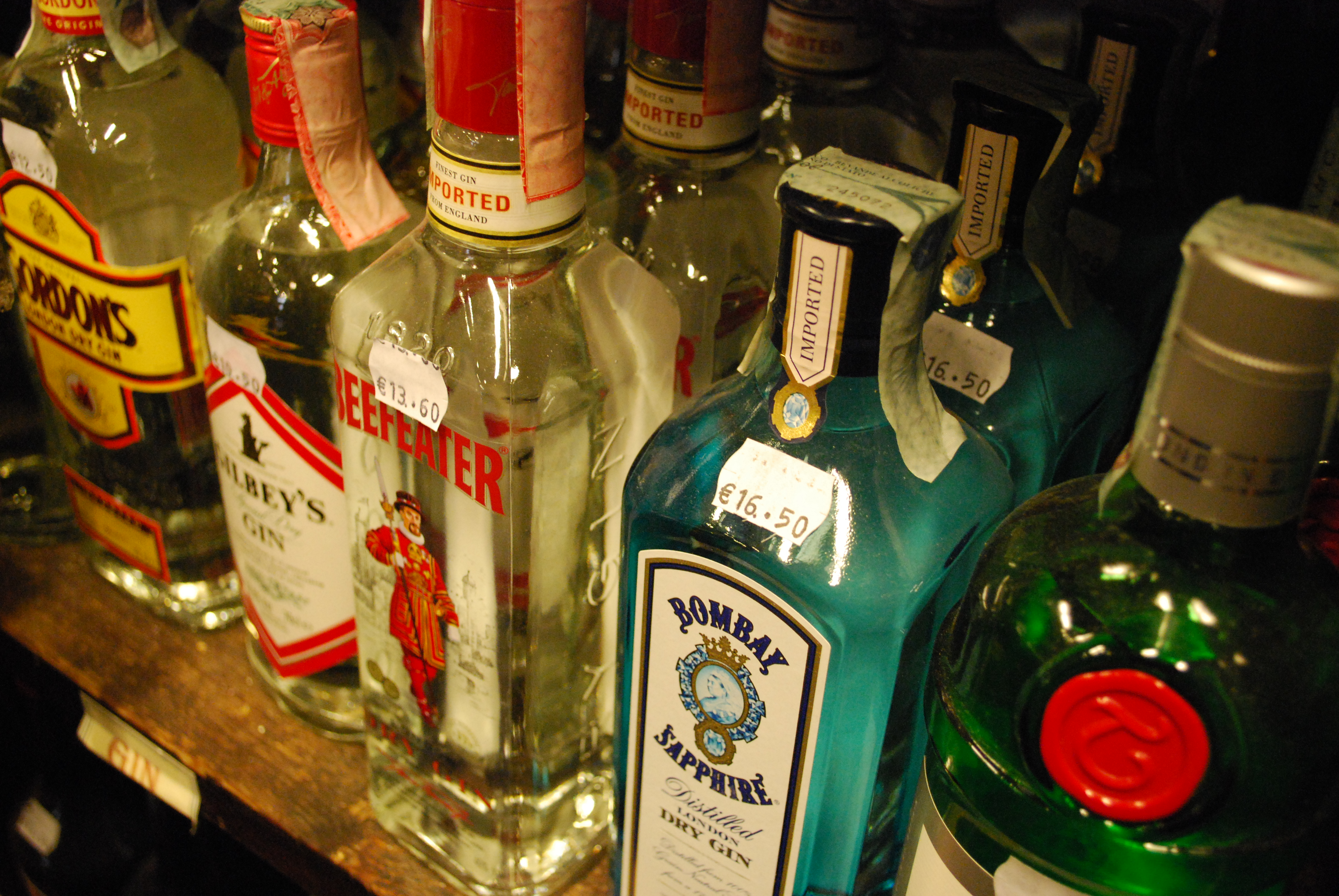
Diversas marcas de ginebra

Para que una bebida pueda llamarse ginebra ha de tener sabor a nebrina. La legislación de la Unión Europea distingue hasta cuatro denominaciones de venta en relación con las bebidas alcohólicas con sabor a nebrina. La primera denominación lleva por título “Bebidas alcohólicas aromatizadas con enebro” y añade que la palabra “ginebra” puede aparecer en esa denominación de venta. No es obligatorio su uso. La “gin de Mahón” es expresamente acogida como “gin”  entre las “bebidas alcohólicas aromatizadas con enebro”.  Se acogen a esta denominación de venta la mayoría de las bebidas basadas en la nebrina. Se presentan, bien como “genièvre”, como Plymouth gin, como jenever, como genever, como gin, como peket, etc. 
Se hila tan fino que se recogen como denominaciones distintas peket, pékêt, pèket y pèkèt. “Gin” y “genever” no siempre se presentan como mutuamente excluyentes. Tal sucede con la llamada “Bols Genever. Amsterdam gin”.
La terminología comunitaria, generalmente precisa, en este caso no está muy cuidada, ya que habla de “enebro”, que es el árbol, y no de su fruto, que es la “nebrina”. El jugo de nebrina no es tóxico; el del árbol sí lo es. El fruto del enebro es calificado de “baya”, cuando no es una “baya”, sino una “gálbula”; es decir, un fruto del estilo del que produce el ciprés, que es de la misma familia.

### Bebidas alcohólicas aromatizadas con nebrinas
Esta denominación de venta es la que ha tenido más adhesiones de productos comerciales, hasta el punto de que, en el citado reglamento 110/2008 se acogen a esta denominación diecinueve ginebras de diferentes países, mientras el resto de denominaciones de venta de bebidas aromatizadas con nebrinas ha quedado de momento vacío. Como ya hicimos notar a propósito de la gin de Mahón, las bebidas alcohólicas aromatizadas al enebro pueden presentarse a la venta como gin, que por lo demás es palabra muy genérica. Para la elaboración de “bebidas alcohólicas aromatizadas con enebro” se pueden utilizar tanto las gálbulas del Juniperus communis L. como las del Juniperus oxycedrus L. En cambio, en las restantes denominaciones de venta solo se pueden utilizar las gálbulas del Juniperus communis L.

### Gin
Se diferencia de la anterior denominación de venta en que no cabe la utilización de las nebrinas del Juniperus oxycedrus. La base alcohólica no puede ser un aguardiente, sino un alcohol insípido. El precepto establece que el sabor a nebrina ha de ser preponderante, pero admite que se le añadan concretos aromatizantes, minuciosamente regulados, que le dan buqué perfumado. Algunas ginebras de este tipo se presentan como aromatizadas con tal o cual sustancia. Al final, resulta mucho más acusado el sabor a nebrina en las neerlandesas llamadas jenever, que solo saben a cereal y a nebrina.

### Gin destilado
Esta denominación también excluye las ginebras que tienen como base un aguardiente. El alcohol mínimo inicial ha de ser 96°. En la redestilación es cuando pueden añadirse los sabores.  Los aromatizantes están minuciosamente regulados, y son distintos de los del gin, pero producen el mismo efecto de buqué perfumado. El reglamento llega a dar una definición negativa: el gin obtenido únicamente mediante la adición de esencias o de aromas al alcohol etílico de origen agrícola no es un gin destilado. En efecto, sería más bien un vodka aromatizado.

### London Gin
El propio reglamento dice que el London gin es un tipo de gin destilado. Además de los requisitos antes mencionados se exige la ausencia de edulcorantes y de colorantes. Puede ir acompañada del término dry. Siempre es seca. Es la que con más frecuencia tiene puro sabor a nebrina sin añadidos de perfumes aromáticos ni de sabores provenientes de aguardiente de cereal. Por lo general se utiliza alcohol de grano de alta graduación sin aromas ni sabores, de esta forma solo tienen presencia aquellos aromas provenientes de los cítricos y botánicos que la receta indique.

## Presencia en diccionarios literarios
El diccionario de Oxford considera sinónimos "gin" y "geneva", aunque hace notar que la palabra "geneva" deriva de la holandesa "genever".
En el mismo sentido, el diccionario de Webster define así la palabra  gin: " una bebida alcohólica fuerte destilada de grano y generalmente aromatizada con nebrinas".
Lógicamente los diccionarios de definiciones en inglés no tienen en cuenta el significado que se atribuye a la palabra "gin", cuando esta palabra es usada en un contexto lingüístico distinto del inglés, como pudiera ser una conversación en castellano o un escrito redactado en castellano. Es muy usual, al utilizar palabras extranjeras, restringir el significado que tienen en el idioma original.
"Gin" utilizado en castellano, restringe el significado inglés de "gin" a una concreta clase de ginebra, la que suele llamarse London gin en un contexto lingüístico inglés. En un contexto idiomático castellano, todos los "gin" son ginebra, pero no toda ginebra es "gin". En España se utiliza la palabra "gin", pero no se suele dar un distinto significado a “ginebra” y a “gin”, porque prácticamente la única ginebra conocida y usada es la de estilo “London gin”. La palabra "gin" es utilizada sobre todo para referirse al combinado llamado en España “gin tonic” y en Estados Unidos y otros países de habla inglesa “gin and tonic”. Para los españoles y para la amplia mayoría de los hispanoparlantes, podríamos llegar a decir que la palabra "gin", en los hechos, ha tomado estatus propio para referirse a una bebida independiente de las ginebras, si bien es un tema polémico pues no deja de ser lo que en Inglaterra se conoce como "London Dry Gin", o sea un tipo de ginebra. Sin embargo, en la mayoría de los países de habla castellana, si alguien pidiese para tomar una "ginebra con tónica", no quedaría claro el pedido, le tendrían que preguntar si quiere un "gin tonic" o una ginebra y una tónica, porque nadie acostumbra a tomar ginebra con tónica. Por lo cual podríamos decir que, para los sectores citados, la ginebra sería otra bebida totalmente diferente al gin, en tanto la mayor parte de la gente de los países de habla castellana, no asocian la ginebra con el gin. Eso está justificado por tener no solamente un sabor muy diferente, sino porque también se toma de una forma bastante diferente. Mientras que la ginebra se toma sola o con hielo, el gin (London Dry Gin) se utiliza para realizar cocteles, como el ya citado Gin Tonic o como el Tom Collins.
La ginebra (la de origen neerlandés) es una bebida con cuerpo, con cierto aroma a maltas (cereal y nebrina), la cual tiene un bajo contenido alcohólico y un sabor fuerte que se refuerza aún más en aquellos casos en que es envejecida en barricas de madera, en cambio el gin es una bebida destilada, seca y cristalina, carece de edulcorantes y de colorantes, tiene un mayor contenido alcohólico, un buqué muy perfumado y se asemejaría a lo que podríamos llamar un vodka aromatizado.
La palabra francesa “genièvre” significa tanto el enebro, como la nebrina, como la bebida alcohólica.
“Wacholder” en alemán significa enebro; pero la palabra también se utiliza como equivalente de ginebra.
El castellano es muy preciso. Tiene una palabra para el fruto: la nebrina; otra para el árbol: el enebro; y otras para el bosque de enebros: nebral, nebreda y enebral. La bebida cuenta con una palabra específica: “ginebra”, acreditada en castellano solo desde 1817. Es variante gráfica de la palabra catalana ginebre, que designa el árbol.
“Peket” en dialecto valón significa tanto nebrina, como la bebida hecha con nebrina. El idioma italiano carece de palabra propia para designar la ginebra, por lo que se usa la inglesa “gin”.

## Evolución y tipología
El zumo de la nebrina se puede hacer fermentar. Behrend obtuvo con 128 kilos de zumo de nebrina 18,75 litros de alcohol y lo analizó. Se trataba de una curiosidad científica. Pero la ginebra no se obtiene por fermentación y posterior destilación de ese zumo. Se maceran las llamadas nebrinas en alcohol puro o aguardiente y luego se destila, o bien el alcohol vaporizado se hace pasar por entre las nebrinas y demás aromatizantes. Se usan varios métodos y esencias con o sin redestilación. En esas operaciones las nebrinas pueden fermentar parcialmente, con lo que en el destilado parte del alcohol puede proceder de las nebrinas. Tal es propio de la “Steinhager”, típica de la región de Westfalia, hecha con muchísimo jugo de nebrina y base alcohólica de aguardiente de trigo. No llega a 40° y se expide en canecas, que es el envase propio de la ginebra a la antigua. Es una ginebra muy especial.
Se tiene noticia de la destilación de nebrinas maceradas en aguardiente desde comienzos del siglo XVI, siendo pioneros de este producto -como de tantos otros obtenidos por destilación- ciudades neerlandesas. Se atribuye el invento en 1550 al médico Franciscus (o Sylvius) de la Boe. En latín tardío se llamó a ese producto “aqua juniperi”. Inicialmente tuvo sobre todo valor medicinal. Y aún hoy se sigue considerando que la ginebra es producto muy estomacal.
Lucas Bols fundó una casa en 1575, que todavía sigue produciendo ginebra, Bols es la marca más antigua de dicho destilado; Wenneker se estableció en 1693; Johannes de Kuyper, en 1695; Booth, en 1740; Alexander Gordon, en 1769.  Todas ellas en los Países Bajos. En Inglaterra se ha hecho famosa la fundada por Charles Tanqueray en 1830, en Finsbury. La ginebra ya había sido dada a conocer por el conde de Leicester en 1585 con motivo de la presencia de tropas inglesas en Holanda, durante su guerra de independencia. Se observó que el llamado “coraje holandés” provenía de haber bebido ginebra. Pero la introducción de la elaboración de la ginebra en Inglaterra a gran escala se atribuye a Guillermo III de Orange, que accede al trono en 1689 y prohibió importarla de Holanda. Comenzó entonces a producirse en Inglaterra. Durante los siglos XVII y XVIII, en que no estaba en uso el procedimiento de destilación continua, la ginebra era un aguardiente de grano aromatizado con nebrinas, más propio de la soldadesca que de personas refinadas. Lo propio acontecería en Estados Unidos más tarde con la “bath-tub gin”, así llamada por hacerse en las bañeras caseras, burlando la ley seca. En Inglaterra el alcoholismo llegó a tales extremos que se prohibió la elaboración —era una elaboración casera— de ginebra en 1736, levantándose la prohibición en 1742.
Por aquellos tiempos la ginebra estaba edulcorada. En la actualidad prácticamente la única dulce —es más, almibarada— es la Old Tom, junto con la Pimm's Cup. El nombre proviene de que, a comienzos del XVIII, en el muro exterior de algunos “pubs” aparecía una placa con un gato negro, un Old Tom. Depositando un penique, se recibía a través de un tubo una pequeña dosis de ginebra de manos del gato. A ese estilo de ginebra dulzona se opuso la seca, identificada con Londres: London dry, dry gin, London gin, London dry gin. A veces también aparece la palabra "english". En el siglo XVIII, Alexander Gordon fue el promotor en su destilería de Southwark de la ginebra seca, que inicialmente fue un aguardiente compuesto con nebrinas, pues aún no era accesible el alcohol puro e insípido. El estilo de ginebra llamado London gin parece provenir también de una ley parlamentaria inglesa de 1734, conocida como Gin Act, que, además de regular impuestos ejercía un control de calidad. Por último, una ley de 1920 prohibió utilizar aguardiente, debiendo en su lugar utilizarse alcohol puro e insípido.
La genever propia de Holanda no se destila en alambique de columnas, sino en alquitara, a partir de una mezcla de cereales -cebada, trigo, maíz y centeno- sin maltear; en definitiva, de un mosto similar al utilizado para obtener aguardiente de cereal. Esos productos se conocen en el mercado con los nombres de genever y jenever. Esas ginebras también son designadas en Inglaterra como “geneva” y como “Hollands”, por se propias de Holanda y “Schiedam”, por el renombre de esa destilería señera cercana a Róterdam. Actualmente la práctica totalidad de las destilerías se encuentra en los alrededores de Ámsterdam. 
Los aguardientes de grano y ginebra se dividen en viejos y jóvenes; en terminología holandesa “jonge” y “oude”. El joven, por lo general, está más aromatizado, es más popular, más seco y se parece más al “gin”. El viejo tiene más sabor a cereal, es más dulce y de color pajizo. Hay quienes interpretan que “oude” significa que la ginebra ha sido añejada, pero en realidad significa que está hecha al viejo estilo, a la antigua. 
Una de los pocas ginebras que se envejecen es la americana Seagram’s Extra Dry, pero solo unos tres meses,  en madera chamuscada, lo que proporciona un cierto color amarillento y suavidad. Algunas ginebras a la antigua se dejan envejecer en madera y en ocasiones suele subrayarse que son muy viejas en edad: del año tal o cual. De hecho algunas están millésimés; llevan fecha. Hay una que se envejece en madera, unos tres años, llamada “Korenwijn” o “Corenwyn”, con gran proporción de malta. Suele estar embotellada en barro vidriado, en una caneca. Una ginebra puede ser del año 1990, habiendo sido añejada en madera solo tres años; o bien del año 1970, haciendo estado añejada en madera menos tiempo. Al estilo neerlandés de jenever, se produce en Alemania, en Frisia, la ginebra llamada Dornkaat. La casa Hooghoudt presenta un “korenwijn” con grosella. En los Países Bajos también se producen ginebras en las que se maceran grosellas, arándanos, moras y diversas clases de yerbas. Cualquier ginebra es buena base alcohólica para licores caseros de arándanos, moras, cerezas, etc. La ginebra aromatizada con endrinas, en inglés es conocida como “sloe-gin”. Muchos licores, bebidas y cócteles admiten ser mezclados con ginebra.[cita requerida]
Un Real decreto de 17-IX-1920, proveniente de un consejo de ministros del Gobierno de España, exigía a la ginebra elaborada en este país estar hecha con aguardiente de cereales. Tal obligación hace tiempo que no existe.[cita requerida]
Este historial ha llevado a que por “gin” suela entenderse una ginebra seca y transparente, cuya base es un alcohol puro e insípido. Y así, la ginebra producida por Larios en España es presentada como “dry gin”. Para los aguardientes de grano compuestos con nebrinas se reserva la denominación “Genever”. También en Francia se distingue entre “genièvre” y “gin”. “Gin” tiende a hacerse sinónimo de “London gin”. También existe en francés la palabra “genévrette” o “genevrette”, poco usada, como también es poco usada la ginebra edulcorada.[cita requerida]
La ginebra llamada Plymouth debía su peculiaridad a la adición de ácido sulfúrico, según la enciclopedia Espasa. Plymouth es una localidad inglesa en la que la familia Coates instaló una destilería en 1793 en un exconvento de dominicos, donde tiempo atrás se alojaron los padres peregrinos antes de emprender su épico viaje en el Mayflower. Tras una sentencia de 1880,  Plymouth se ha convertido en una denominación comercial de la que es propietaria esta familia. Resulta simplemente una ginebra seca. “Cork” es una ginebra seca de proveniencia irlandesa. La “Bombay Saphire” se presenta en color azul zafiro hembra y en su etiquetado advierte que, aunque otras ginebras solo están aromatizadas con tres o cuatro productos, esta está aromatizada, además de con nebrinas, con almendras, corteza de limón, regaliz, raíz de lirio de Florencia — cuya esencia es llamada a veces “orris”—, raíz de angélica, cilantro, corteza de casia y granos de paraíso, también llamados semillas de melegueta; es decir, la semilla del Amomum melegueta Roskoe = Aframomum melegueta (Roskoe) K. Schum, que generalmente se usa en forma de esencia. Aunque se presenta como “London gin”, no es realmente muy seca en aroma y sabor. Para resaltar que una ginebra es poco aromática se le suele añadir el adjetivo “dry” o “extra dry”, seca, que en este caso se refiere a sequedad en aromas sobreañadidos al sabor de las nebrinas.[cita requerida]
Como puede comprenderse, las aromatizaciones dependen de gustos personales y modas. Gordon Brown llama la atención sobre el hecho de que la ginebra producida en España por Larios, tipo London dry,  una ginebra de supermercado,  haya sido considerada, por cata celebrada en Londres, la mejor en comparación con otras muy prestigiosas a juicio de expertos de la revista Wine and Spirit International. Con una exportación de más de tres millones de cajas, ocupa el tercer lugar de las marcas de “gin”.
Desde poco, unos gin son azules, el color viene de la flor de clitoria porque se vuelve morado con tonic.[cita requerida]
En Sudáfrica, hay un tipo de ginebra, la ginebra Indlovu, cuyo ingrediente esencial se deriva del estiércol de los elefantes, que proporciona sabores únicos. Para los expertos, la calidad de está bebida depende del lugar donde se recolecta el excremento, de la temporada de recolección y de las especies vegetales ingeridas por los elefantes.

## Cócteles con ginebra

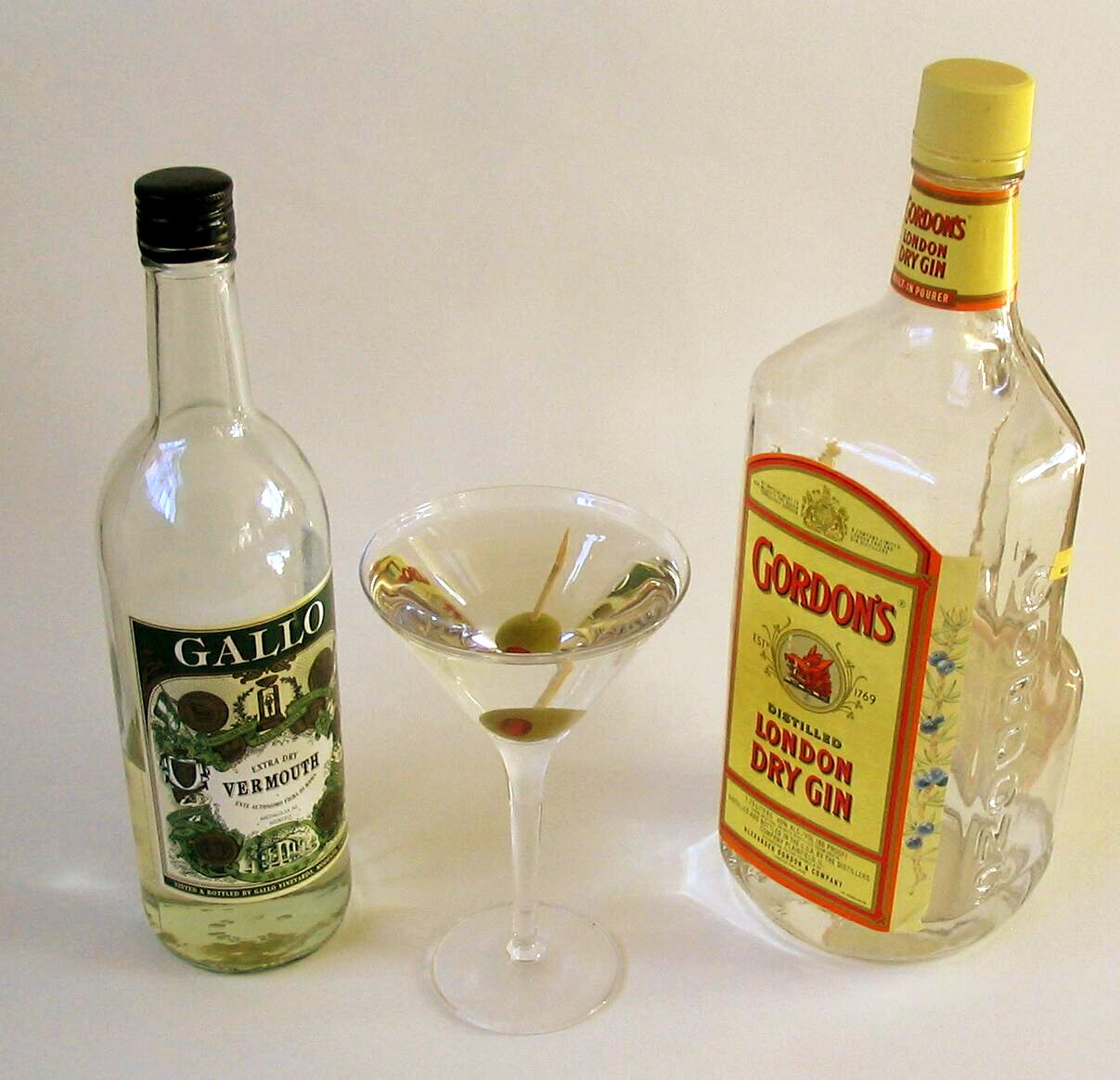
Ingredientes del Dry Martini.

| - Apoica - Campari Gin - Gimlet - gin y zumo de lima - Ginzup - gin y 7up. - Gin tonic - gin y agua tónica - Gin Rickey - gin y agua carbonatada - Manila Express Moonshiner Brothers gin, albahaca fresca, azúcar y tónica. - Gin bucket - Gin Milk Punch - gin y leche - Gin con Gin - gin y ginger ale - Grand Aqu - gin, 7 Up, blue curaçao y zumo de lima | - Long Island Iced Tea - Maiden's Prayer - Martini - gin y vermú - Negroni - Orange Blossom - Plymouth gin y zumo de naranja - Palalalú - gin y jugo Clight de frutos rojos - Pimm's N.º 1. - Pink Gin - Punkdutch - Presbyterian | - Ramos gin fizz - Salty Dog - Satan's Whiskers - Singapore Sling - Sledge Hammer - Tin Roof - Tom Collins - Xomopolitan - London Mule - Uncle Makee - gin y coca-cola light (diet cola con lima) - Mantel o Judío (ginebra con gaseosa limonada y jugo de limón) - Cepigin (lease cepillin) -cerveza , pisco y gin |

Otras mezclas comunes incluyen soda de naranja, zumo de limón, zumo de granada, mosto de uva, bitter lemon, ginger beer, zumo de cerezas, Kool-Aid, Fresca, Wink, 7up, y Dr Pepper. Algunas son marcas comerciales.

## Marcas
Existen muchas marcas comerciales. Algunas de ellas son las siguientes:
- 119 Gin
- Aconcagua gin
- Dingle gin
- Thin Gin
- The Copeland Distillery Gin
- Weavers Dry Gin
- 1085
- 1895
- 69 Brosses
- 5th
- 5th Floral
- 5th gin citrics
- 5th. Distilled gin red fruits
- Almirante Nelson (ginebra)
- Amazonian Gin Company
- Gin Apóstoles
- Arlequín
- Bahía
- Bayswater London Gin
- Beefeater
- Berkeley Square
- Bloom (ginebra)
- Bols
- Bombay (ginebra)
- The Botanist
- Bowton
- BR Essential
- Brokers
- Brockmans
- Buitral
- Buitral London Dry Gin
- Buitral Dry Gin
- Bulldog (ginebra)
- Burnett
- The Cage
- Cannagin
- Caorunn
- Chic Premium
- Citadelle
- Clàssica
- Cool Gin
- D Taronger
- D'Azahar
- D'Esbacer
- De Korenaer
- Diega
- Entropia pure
- Essential 7D
- Ferri since 1920
- Fifty-pounds
- Filliers Dry Gin 28
- Flexi gin
- G'Vine
- G'Vine floraison
- G'Vine Nouaison
- Get back blue
- Gin'ca
- Gin 12 11
- Gin 12 11 Aurum, limited edition
- Gin 11 12. Independent Spirit
- Gibson’s London Dry Gin
- Gin & cin
- Gin Eva
- Gin Giró
- Gin La Salvaje del Litoral
- Gin LOE
- Gin Mare
- Gin MG
- Gin Palmbridge Fora
- GinRaw
- Gin Sea
- Gin Xoriguer
- Gin9
- GinBraltar
- Larios
- Ginebra Petra Mora
- Porta
- Ginebra San Miguel
- Ginself
- Gilbey's
- Gin-Zarí
- Glen's gin
- Goa
- Gold 999.9
- Gordon's
- Gordon's crisp cucumber
- Gordon's London dry gin
- Graanjenever
- Gvine
- Hayman's
- Hayman's Old Tom
- Hayman's London Dry Gin
- Hendricks
- Henen
- Heráclito & Macedonio
- Heredero de la bahía
- IBZ Premium
- Ish
- ISH London Dry Gin
- ISH Limed
- James Deakin
- Jodhpur Imported
- Jodhpur Reserve
- K25
- Ketel1 Genever
- KinRoss
- KinRoss Gin Berry
- KinRoss Gin
- Larios
- Larios 12
- Larios London dry gin
- Last Hope dry gin
- Leopoldo
- Level Gin
- Llave (ginebra)
- The London Nº1
- M5
- Marianna de Copons
- Martes Santo
- Martin Miller's
- Martin Millers London Gin
- Mascaró 9
- Master's
- Maygin
- Meigas Fóra
- Merle
- MG
- El molin Premium gin
- Mombasa
- Mombasa club gin, London dry gin
- Mombasa club gin, colonel's reserve
- Monkey 47
- Moonshiner Brothers London Dry Gin
- NGin VLC
- Nordes
- Nordés
- Nut
- Old raj
- Ophir
- Old Lady's
- Oso Negro
- Pitman London Gin
- Platu
- Plymouth Gin
- Port of Dragons
- Port of Dragons Pure
- Port of Dragons Floral
- Port of Dragons Dry Gin
- Príncipe de los apóstoles
- Puerto de indias Gin
- Rives Gin
- Rives London Gin
- Rives 1880
- Rives gin special
- Roders Genuine London Dry Gin
- Royal Dock of Depford
- Gin República
- Salicornia
- SANTAMANÍA London Dry Gin
- Sapoconcho
- Seagram's
- Sevilian Gin Premium
- Selva Gin (Colombia)
- Sherinton
- Siderit. London dry gin
- Sikkim Premium gin. Fraise
- Sikkim Premium gin. Bilberry
- Sikkim Premium gin Privé
- Sikkim Privee
- Sikkim Bilberry
- Stride Gin Premium
- Sykkel Rider gin
- Sylvius gin
- SK Dry Gin
- Sloane's
- Status 21
- Seagram's gin
- Tangerine seasonal Edition
- Tann's Gin
- Tanqueray
- Tanqueray London Dry Gin
- Tanqueray ten
- Tanqueray rangpur
- Transparens
- Union Park
- Vánagandr London Dry Gin
- Voortrekker
- Westbourne strength
- William Chase Elegant
- Williams Great British